# Johan Pitka
Johan Pitka (Jalgsema, 19 febbraio 1872 – Läänemaa, settembre 1944) è stato un ammiraglio estone, una delle personalità di primo piano della Guerra di indipendenza estone durante la quale fu primo comandante della Marina militare estone.

## Biografia
Pitka studiò a Käsmu, Kuressaare e alla scuole di marina in Paldiski divenendo Capitano. Del 1889 al 1907 comandò diversi imbarcazioni. Dal 1904 al 1911, visse in Gran Bretagna. Dopo lo scoppio della Rivoluzione russa nel 1917, Pitka si interessò di politiche sociali, organizzando il rientro dei soldati estoni che avevano combattuto nell'esercito russo zarista durante la prima guerra mondiale. Fu costretto ad operare in clandestinità dopo la sentenza di morte adottata dai comunisti nei suoi confronti. All'inizio dell'occupazione tedesca del 1918, Pitka diede via all'organizzazione della Lega di Difesa.

## Guerra di indipendenza estone
Nella Guerra di indipendenza estone, la Lega di Difesa era una delle principali forze in dote alla Repubblica d'Estonia, ed all'epoca organizzò dei convogli ferroviari armati. Il primo era pronto dieci giorni dopo lo scoppio delle ostilità, il secondo divenne operativo due settimane più tardi. In totale, cinque convogli armati erano stati istituiti durante la guerra ed essi giocarono un ruolo cruciale nella vittoria estone. Molti chiamarono Pitka "padre dei treni armati".

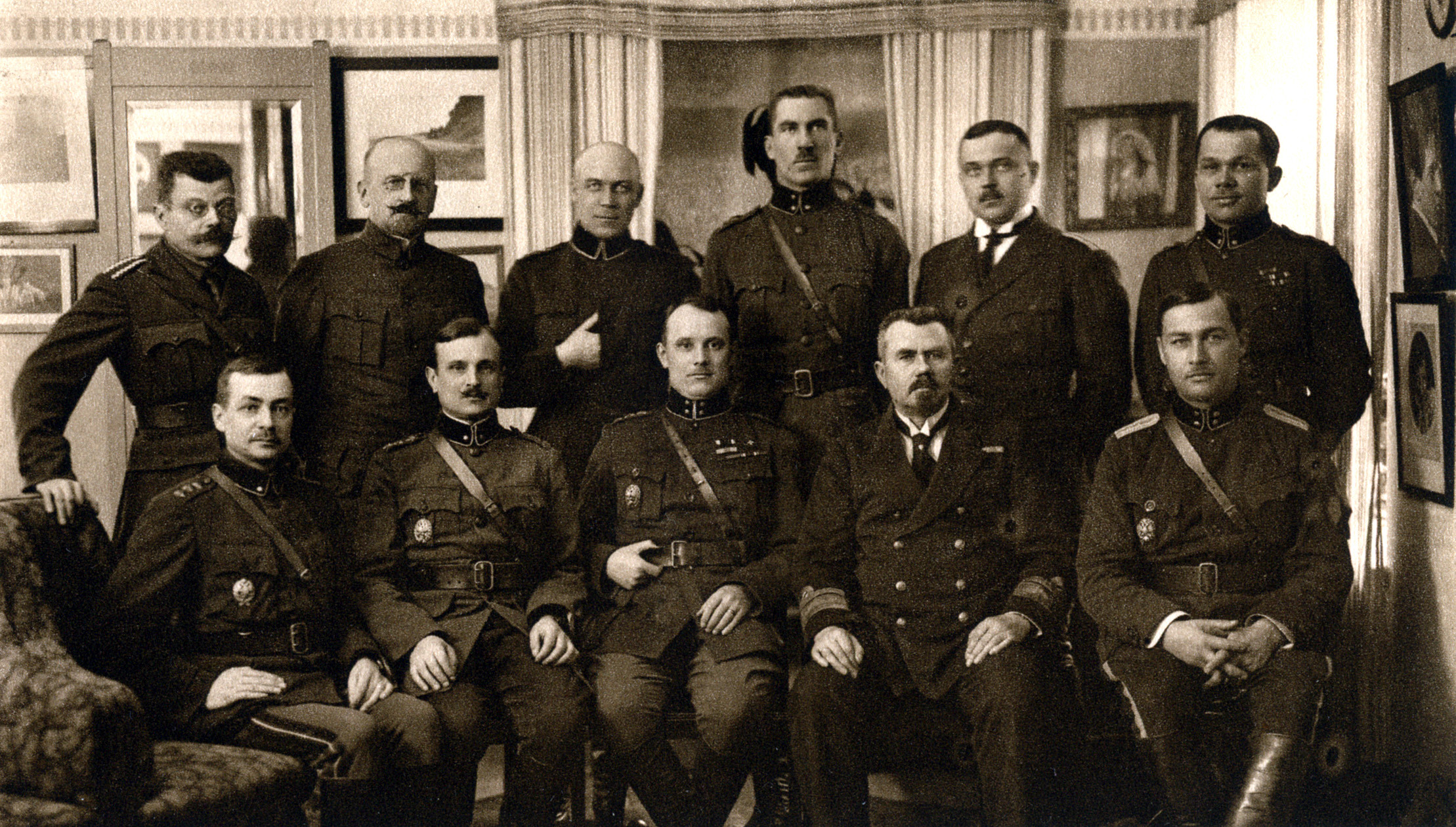
L'Alto Comando dell'Esercito Estone nel 1920, in ordine dall'alto a sinistra: Generale Ernst Põdder, Dottor Arthur Lossmann, Generale Aleksander Tõnisson, Colonnello Karl Parts, Colonel Viktor Puskar, Colonnello Jaan Rink. In basso da sinistra: Generale Andres Larka, Generale Jaan Soots, Comandante generale in capo Johan Laidoner, Ammiraglio Johan Pitka ed il Colonnello Willem Reiman.

Pitka inoltre è stato il principale organizzatore della Marina militare estone. Nel dicembre 1919 divenne Comandante in capo della marina e partecipò in tutte le maggiori operazioni, inclusa il supporto della Prima Divisione nella conquista di Narva dai russi e nel supporto alla Terza Divisione attraverso l'attacco alla fortificazioni navali della Baltische Landeswehr a Riga. Nel settembre guadagnò il grado di contrammiraglio.

## Vita nel dopoguerra e la morte
Dal 1924 al 1930 Pitka visse in Canada. Dopo il suo ritorno in Estonia divenne uno dei leader del movimento Vaps lasciando l'organizzazionen nel 1932. Nel 1937 era membro dell'Assemblea costituente nazionale. Nel 1940 sfuggì dall'occupazione sovietica riparando in Finlandia.
Pitka tornò in Estonia nella primavera del 1944. Nel settembre 1944, durante la ritirata nazista, Jüri Uluots organizzò un nuovo governo estone guidato da Otto Tief. Pitka organizzò l'ultima difesa di Tallinn contro l'avanzata della Armata Rossa. Le circostanze riguardanti la sua morte rimangono sconosciute. Molte le ricostruzioni relative alla sua morte: da una battaglia fatale contro un gruppo corazzato sovietico alla morte durante una tempesta nel Mar Baltico nel tentativo di raggiungere la Svezia a bordo di una delle ultime imbarcazioni battenti bandiera estone.